# Wiktor Nikolajewitsch Bytschkow

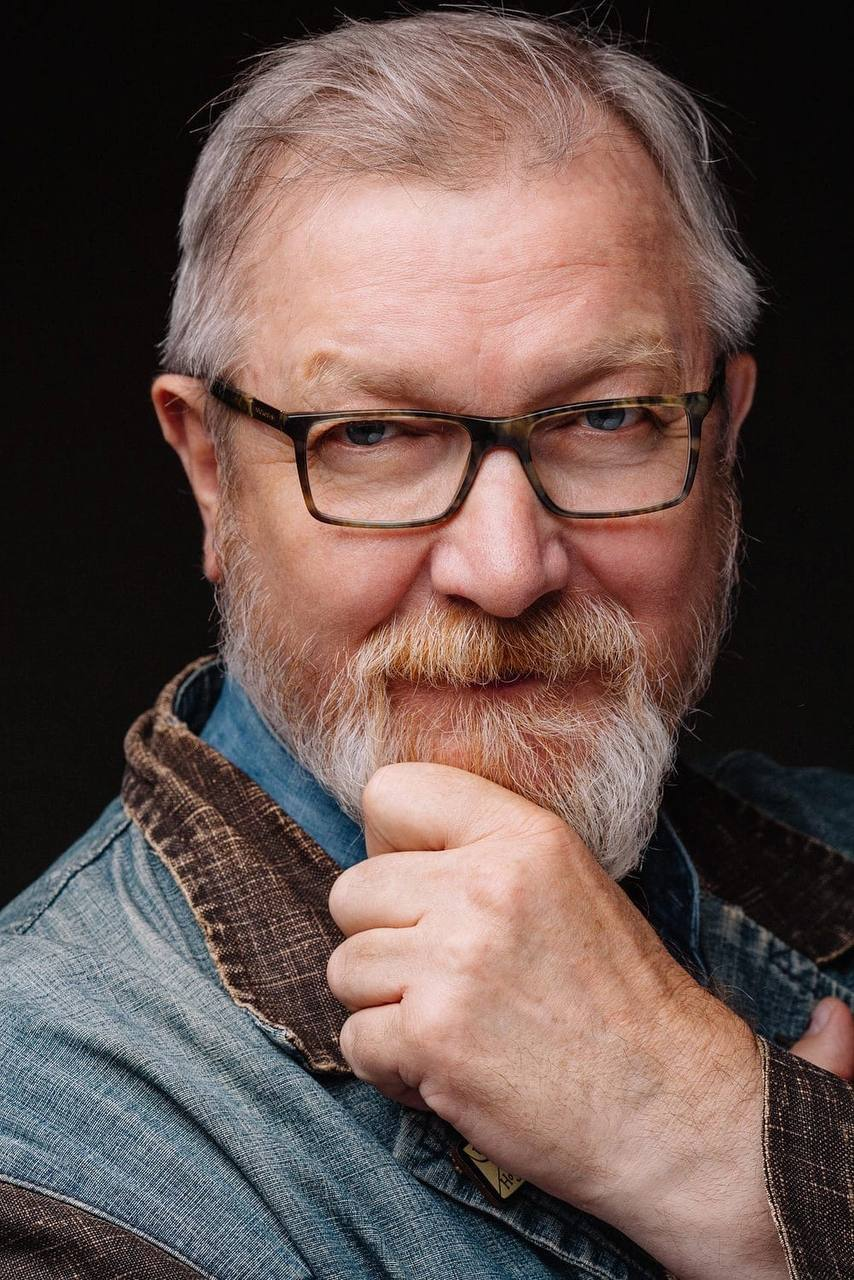
Wiktor Nikolajewitsch Bytschkow (2019)

Wiktor Nikolajewitsch Bytschkow (russisch Виктор Николаевич Бычков, wiss. Transliteration Viktor Nikolaevič Byčkov; * 4. September 1954 Leningrad, RSFSR, Sowjetunion) ist ein russischer Schauspieler.

## Leben
Bytschkow wurde am 4. September 1954 in Leningrad, dem heutigen Sankt Petersburg, geboren. Dort wuchs er in einer großen 8-Zimmer-Wohngemeinschaft auf, in der zwischenzeitlich 40 Menschen gemeinsam lebten. Seit seiner Kindheit hatte er den Berufswunsch, Schauspieler zu werden. Erste Erfahrungen mit dem aktiven Schauspiel erfuhr er als Kind im Sommerferienlager. Er besuchte eine Schauspielschule, wo er in Schulstücken erste Hauptrollen erhielt. Nach seinem Schulabschluss diente er in der Roten Armee. Danach begann er ein Studium am Leningrader Staatlichen Institut für Theater, Musik und Kino, das er 1982 erfolgreich abschloss.
Ab 1987 bis Ende der 1990er Jahre war er mit der russischen Schauspielerin Jelena Wjatscheslawowna Simonowa (* 1963) verheiratet. Die beiden haben zwei gemeinsame Kinder, einen Sohn (* 1989) und eine Tochter (* 1993). In zweiter Ehe war er mit Natalja Bytschkowa zusammen, mit der er ein gemeinsames Kind hat. In dritter Ehe ist er mit Polina Belinskaja verheiratet, die beiden sind Eltern eines Kindes.
Seit Beginn der 1980er Jahre ist er als Fernseh- und Filmschauspieler tätig. Unter anderen spielte er im 2002 erschienenen Film Kukushka – Der Kuckuck die Rolle des Iwan oder 2014 in Fürst der Dämonen die Rolle des Taras.
2002 gewann er einen Golden Eagle Award, 2004 wurde er mit dem Staatspreis der Russischen Föderation ausgezeichnet.

## Filmografie (Auswahl)
- 1985: Nur wegen einiger Zeilen (Ради нескольких строчек/Radi neskolkikh strochek)
- 1988: Der weiße Fluch (Белое проклятье/Beloe proklyate)
- 1988: The Life of Klim Samgin (Жизнь Клима Самгина/Zhizn Klima Samgina, Fernsehserie, 14 Episoden)
- 1990: Es – Von Zaren und Monstern (Оно/Ono)
- 1995: Die Besonderheiten der russischen Jagd (Особенности национальной охоты/Osobennosti natsionalnoy okhoty)
- 1996: The Successor (The Successor)
- 1997: Bruder (Брат/Brat)
- 1998: Peculiarities of the National Fishing (Особенности национальной рыбалки/Osobennosti natsionalnoy rybalki)
- 2000: Peculiarities of the National Hunt in the Winter (Особенности национальной охоты в зимний период/Osobennosti natsionalnoy okhoty v zimniy period)
- 2002: Kukushka – Der Kuckuck (Кукушка/Kukuschka)
- 2005: Türkisches Gambit: 1877 – Die Schlacht am Bosporus (Турецкий гамбит/Turetskiy gambit)
- 2014: Fürst der Dämonen (Вий/Viy)
- 2019– 2022: Zhuki (Жуки/Zhuki, Fernsehserie, 32 Episoden)
- 2019– 2023: Two Broke Girls (Две девицы на мели/Dve devitsy na meli, Fernsehserie, 60 Episoden)